# Kyle Bennett (BMX)
Pour les articles homonymes, voir Kyle Bennett et Bennett.
Kyle Bennett (né le 25 septembre 1979 à Conroe et mort le 14 octobre 2012) est un coureur cycliste américain, spécialiste du bicycle motocross (BMX), dont il est triple champion du monde de BMX.

## Biographie
Il est sélectionné pour représenter les États-Unis aux Jeux olympiques d'été de 2008. Il participe à l'épreuve de BMX. Lors de la manche de répartition, il réalise le 12e temps. En quarts de finale, il termine quatrième de sa série et se qualifie pour les demi-finales. Il est éliminé en demi-finales en prenant la sixième place de sa série. Membre de l'équipe olympique US de BMX, Kyle Bennett a été tué à Conroe, Texas, dans un accident de la route impliquant un seul véhicule, le dimanche matin, près de son domicile à Conroe. Bennett avait 33 ans. Selon le rapport de police du comté de Montgomery, Bennett, qui conduisait une camionnette Toyota Tundra 2006, a quitté la chaussée tout en se déplaçant à une vitesse élevée et a percuté un portail en fer forgé, un ponceau et plusieurs arbres avant de s'immobiliser à l'envers dans un lotissement résidentiel.

## Palmarès en BMX

### Jeux olympiques
- Pékin 2008
  - 11e du BMX

### Championnats du monde
- 2002
  -  Champion du monde de BMX
- 2003
  -  Champion du monde de BMX
- 2007
  -  Champion du monde de BMX
- 2008
  - 17e du championnat du monde de BMX
- 2011
  - 46e du championnat du monde de BMX

### Coupe du monde
- 2008 : 3e
- 2010 : 100e
- 2011 : 83e
- 2012 : ?e